# Howard Lang
Howard Lang, född 20 mars 1911 i London, död 12 december 1989 i London, var en brittisk skådespelare. Under andra världskriget tjänstgjorde Lang i flottan.
Lang spelade rollen som kapten Baines i TV-serien Onedinlinjen (1971–1980). Han hade en roll som Winston Churchill i TV-serien Krigets vindar. Han hade också en mindre roll i storfilmen Ben-Hur från 1959. 
Lang medverkade också i de allra första avsnitten av TV-serien Doctor Who 1963 som grottmannen Horg. Vidare hade han en liten roll en det åttonde avsnittet av Snobbar som jobbar. Dessutom medverkade Howard Lang på 1960-talet i var sitt avsnitt av TV-serierna Helgonet och Gideon's Way.

## Filmografi (i urval)
- Ben-Hur (1959; Ben Hur)
- Det spökar på Hill House (1963; The Haunting)
- Frankensteins djävulska dotter (1967; Frankenstein Created Woman)
- Henrik den VIII (1970; The Six Wives of Henry VIII) (TV-serie)
- Farlig fredag (1970; Perfect Friday)
- Onedinlinjen (1971-1980; The Onedin Line) (TV-serie)
- Krigets vindar (1983; The Winds of War)
- The Last Days of Pompeii (1984) (TV-serie)
- Pickwickklubben (1985, The Pickwick Papers) (TV-serie)